# Racing Zwijnaarde
Racing Zwijnaarde was een Belgische voetbalclub uit het dorp Zwijnaarde. De club sloot in 1986 aan bij de KBVB met stamnummer 9047. 

## Geschiedenis
Toen de club in juli 1986 bij de KBVB aansloot, werd het de tweede club uit Zwijnaarde die actief was bij de KBVB. VC Zwijnaarde was immers al jaren aangesloten. Een jaar later zou er met KVV Hou ende Trou Zwijnaarde nog een derde club bij komen. 
Racing Zwijnaarde had zijn terrein in dezelfde straat als VC Zwijnaarde, Hondelee, maar op nummer 92, terwijl de oudere broer op nummer 1b speelt. Op het oude terrein van de club heeft nu een hondenclub zijn thuishaven.
Racing Zwijnaarde was niet bepaald succesvol, de club speelde zijn hele bestaan in Vierde Provinciale en eindigde 5 maal op de allerlaatste plaats, in het seizoen 1991-1992 werd geen enkele keer gewonnen.
Het succesvolste seizoen was 1994-1995, de enige keer dat de club in de bovenste helft van de rangschikking eindigde, een vijfde plaats was het resultaat. De twee seizoenen nadien resulteerden opnieuw in lage klasseringen.
Het laatste seizoen waarin de club aan de competitie deelnam, was 1996-1997, er werd één wedstrijd gewonnen, één keer gelijk gespeeld en 28 wedstrijden werden verloren. De doelpuntenverhouding was 25 voor en 235 tegen.
In januari 1998 nam de club ontslag uit de KBVB.